# Be Cool, Scooby-Doo!
Be Cool, Scooby-Doo! è la dodicesima serie televisiva a cartoni animati con i personaggi di Scooby Doo, prodotta dalla Warner Bros. Pictures Television Animation Distribution. Negli Stati Uniti la serie è stata trasmessa sulle reti Boomerang e Cartoon Network dal 5 ottobre 2015 al 2 aprile 2017, mentre in Italia, è andata in onda dal 31 ottobre 2015 al 14 aprile 2017 su Boomerang, sulla pay-tv Sky, e gratuitamente su Boing e Italia 1. Ripetuta diverse volte sui tre canali, viene trasmessa nell'estate 2021 sul canale gratuito Cartoonito, e dal 2022 anche su Cartoon Network.

## Produzione e distribuzione
La serie è stata prodotta per il canale Cartoon Network dallo studios d'animazione, Rough Draft Studios.
È stata trasmessa in televisione per la prima nel 2015 su Cartoon Network e in Italia su Boomerang nel 2015 e su Boing e Italia 1 nel 2016. Dal 3 agosto al 3 settembre del 2021 viene ripetuto sul canale gratuito Cartoonito, per poi ripartire da capo dal 5 al 17 settembre (questa volta solo fino all'episodio Problemi giganti). Dal 10 gennaio 2022 viene replicata su Cartoon Network, anche in Italia.
Nell'aprile del 2014, Jay Bastian, vice presidente di Warner Bros. Animation, annuncia la serie specificando che verrà mantenuta l'essenza del format e dei personaggi. Nel luglio dello stesso anno viene pubblicata una foto dal profilo Twitter di Hillary Harmon Powell, l'assistente di direzione alla produzione della serie, un articolo preso da un volantino del San Diego Comic-Con International 2014 che spiega in maniera articolata i cambiamenti e le novità adottate per la creazione della serie e ritrae per la prima volta la banda al completo con il nuovo restyling dei personaggi.

## Trama
La Scooby Gang è tornata in questa  versione comica e moderna. Con il liceo concluso ed un'ultima estate da godersi, la gang si mette in viaggio con la Mystery Machine, ma mostri ed intrighi continuano ad ostacolarli. Questa volta i ragazzi stanno lavorando tanto duro per risolvere i loro problemi personali quanto lo stiano facendo per risolvere gli infiniti e intricati misteri che li aspettano.

## Personaggi
Jon Colton Barry, scrittore dello show, ha dichiarato in molte occasioni su forum e Twitter, che lo show sarà basato principalmente sui personaggi. Jon e Zac Moncrief hanno voluto fin dall'inizio un reboot del cartone in cui risaltassero le personalità di ogni singolo personaggio, il che non ci limita a descrivere Fred solo come leader o Daphne solo come la ragazza riccona che si mette nei guai. Jon ha infatti voluto aggiungere molti nuovi tratti personali ai protagonisti dando loro una maggiore dimensionalità, in modo che lo show possa assumere toni che vanno dall'assurdo e surreale al toccante e commovente e tutto ciò che c'è tra di essi. Avendo una personalità ben definita e differente, la squadra tenderà a scherzare o litigare e a dimostrare la loro umanità in ogni occasione. Jon ha voluto focalizzare il punto di vista di ognuno in modo che lo spettatore si possa chiedere "cosa farebbe in tale situazione tale personaggio?". Dato che Scooby e Shaggy sono già noti per le loro personalità, Jon si è concentrato soprattutto sul resto della gang e dichiara che il suo personaggio preferito sia Daphne, la quale, nonostante abbia mantenuto i principali tratti originali, è quella che si distacca di più dal suo concetto originale.
- Scooby Doo: È il protagonista della serie, un alano fifone con una fame da lupi.
- Shaggy Rogers: È il migliore amico di Scooby e come tale è un grosso fifone sempre affamato. In questa serie verrà arricchito con un po' più di umorismo.
- Fred Jones: Il leader del gruppo e proprietario della Mystery Machine che ha arricchito con nuovi gadget e modifiche. Viene descritto come un ragazzo sicuro di sé e responsabile. Cerca di mantenere il controllo della situazione in ogni caso, soprattutto quando la gang è impegnata a comportarsi in modo sconsiderato, e certe volte lo fa in modo divertente.
- Daphne Blake: Una ragazza con la passione per le marionette e per i misteri. Viene descritta da Jon Colton Barry come "un'adolescente amabile, coraggiosa e anti-conformista che riesce a cavarsela da sola. Un'eccentrica proveniente da una famiglia ricca, che si è ribellata a quello stile di vita sfarzoso e che sbandiera la propria individualità. Una ragazza positiva, solare e un po' pazzerella che cerca sempre di motivare i suoi amici.
- Velma Dinkley: La cervellona del gruppo, ragazza molto saccente con un quoziente intellettivo sopra la media. Il suo umorismo pungente non viene solitamente compreso ma riesce sempre a venire a capo della situazione.

## Episodi
| Stagione         | Episodi | Prima TV Originale           | Prima TV Italia (Boomerang) |
| ---------------- | ------- | ---------------------------- | --------------------------- |
| Prima stagione   | 26      | 5 ottobre 2015 (Stati Uniti) | 31 ottobre 2015             |
| Seconda stagione | 26      | 25 marzo 2017 (Australia)    | 8 giugno 2017               |

## Produzione

### Creazione
Nell'aprile del 2014 in un'intervista dedicata a The Tom & Jerry Show, Jay Bastian, vice presidente di Warner Bros. Animation, parla di Be Cool, Scooby-Doo! definendola per ben due volte molto divertente, un po' nello stile di Tom & Jerry ma sempre mantenendo la vera essenza del format e dei personaggi, e che possa molto piacere ai telespettatori.
Il 24 luglio dello stesso anno viene pubblicata una foto dal profilo Twitter di Hillary Harmon Powell, l'assistente di direzione alla produzione della serie, un articolo preso da un volantino del San Diego Comic-Con International 2014 che spiega in maniera articolata i cambiamenti e le novità adottate per la creazione della serie e ritrae per la prima volta la gang al completo con il nuovo restyling dei personaggi.
Nonostante non sia presente nella lista ufficiale di serie in arrivo di Cartoon Network 2015-2016 la serie è andata comunque in onda nell'autunno 2015.

### Caratteristiche
Jon Colton Barry, conosciuto per aver preso parte alla produzione di 'Phineas e Ferb', comunica su Twitter di aver terminato di scrivere le avventure estive dei fratelli mascotte di Disney XD e trova in 'Be Cool, Scooby-Doo!' - che sta contribuendo a scrivere - un sequel metaforico e fa intuire ai fan che si possa trattare di un format simile a quello di 'Phineas e Ferb'. Inoltre, sempre grazie a Jon, si è potuto intuire che nella serie possa esserci una colonna sonora più ricca rispetto alle altre. Infatti Jon ringrazia personalmente, con un tweet, la cantante poco conosciuta Laura Pursell di aver registrato una canzone e subito dopo, il post viene arricchito con il tag '#BeCoolScoobyDoo'. Nei primi mesi del 2015 Jon rivela su un forum pubblico di aver scritto una canzone per ogni episodio che accompagnerà le scene degli inseguimenti proprio come successe nella serie originale 'Scooby-Doo! Dove sei tu?', nel reboot 'Il cucciolo Scooby-Doo' e in 'Le nuove avventure di Scooby-Doo'.

### Promo
Nel gennaio 2015, vengono trapelati in rete una serie di promo televisivi del canale affiliato di Cartoon Network, Boomerang. La rete, sarà infatti la prima in cui andrà in onda la serie nel resto del mondo. I video promozionali in questione provengono dalla versione inglese, ungherese e asiatica del canale. Gli unici a non essere eliminati per violazione di copyright saranno gli ultimi due, nei quali si possono intravedere delle scene dalla scarsa lunghezza della serie. Le scene in questione sono riassunte in un pitch reel di 2 minuti trapelato da un profilo Vimeo. Il pitch reel contiene bozze messe in successione e doppiate da un'unica voce. Tramite un tweet, Jon Colton Barry dichiara che la produzione non è ancora sicura se aggiungere le scena in un episodio della serie o considerarla soltanto come un banco di prova. Di seguito un breve riassunto del video:
Fred guida la Mystery Machine fino all'Università di Kingston. La gang scende dall'auto e Daphne caccia una delle sue marionette facendo leggermente innervosire Fred, il quale pretende serietà durante le indagini. Il ragazzo preme un pulsante sulle chiavi del furgoncino e la Mystery Machine si trasforma un rottame così che nessuno possa rubarlo. Velma da informazioni a proposito della struttura infestata e fa una battuta che non riesce però a far ridere il resto della gang. I ragazzi entrano nel giardino dell'università e Shaggy dice di preferire un ristorante. Fred lo ignora e dice di accendere le torce ma Shaggy lo acceca con una torcia enorme. Fred gli proibisce di portarla con sé e inizia uno sketch in cui Shaggy prova a convincere Fred con una serie di pile elettriche esagerate. Lo sketch si conclude e dal nulla sbuca il fantasma di Elias Kingston - già smascherato dalla squadra in 'Scooby-Doo! Dove sei tu?' - che terrorizza la gang.
Dopo aver visto il pitch reel un fan chiede a Jon Colton Barry se insieme al mostro possono apparire altri personaggi già visti. Nel tweet di risposta vi è una risposta affermativa da parte dello scrittore. Egli afferma che lo show ritornerà ad assomigliare al classico con la gang che incappa casualmente in nuovi misteri con la Mystery Machine.
Il 9 maggio 2015, Zac Moncief annuncia con un tweet di aver finalmente spedito il primo episodio della serie alla rete televisiva.

### Futuro
Il 16 maggio 2015, Jon Colton Barry annuncia con un tweet di aver appena terminato la sceneggiatura dell'ultimo episodio della prima stagione dello show. Il giorno dopo, Barry pubblica su un forum dedicato al cartoon ('Scooby Addicts') - nel quale, da gennaio ha risposto a molti quesiti da parte dei fans - un post, nel quale comunica di aver ufficialmente iniziato a scrivere la seconda stagione. Lo scrittore tranquillizza comunque i lettori dicendo che la produzione di un'ulteriore seconda stagione verrà decisa solo dopo la messa in onda della prima.
Il 28 maggio 2015, la doppiatrice di Daphne Blake, Grey DeLisle posta una foto con uno schermo raffigurante una scena di un episodio durante il doppiaggio rifinitivo. La caption del post è: 'Sneak peak (anteprima) dei nuovi personaggi di Scooby!!! #Becoolscoobydoo'. Lo scatto riprende Shaggy e Scooby che parlano con la gang, e come sfondo una camera con poster dal tema rock.

## Trasmissione
| Paese           | Prima TV         | Rete                                                    |
| --------------- | ---------------- | ------------------------------------------------------- |
| Irlanda         | 4 ottobre 2015   | Boomerang                                               |
| Regno Unito     | 4 ottobre 2015   | Boomerang                                               |
| USA             | 5 ottobre 2015   | Cartoon Network                                         |
| Canada          | 8 ottobre 2015   | Teletoon                                                |
| America Latina  | 9 ottobre 2015   | Boomerang                                               |
| Francia         | 18 ottobre 2015  | France 3, Boomerang, Boing                              |
| Italia          | 31 ottobre 2015  | Boomerang, Italia 1, Boing, Cartoonito, Cartoon Network |
| Germania        | 28 novembre 2015 | Boomerang, Boomerang                                    |
| Polonia         | 28 novembre 2015 | Boomerang, Cartoon Network                              |
| Ungheria        | 28 novembre 2015 | Boomerang                                               |
| Romania         | 28 novembre 2015 | Boomerang                                               |
| Russia          | 28 novembre 2015 | Boomerang                                               |
| Repubblica Ceca | 28 novembre 2015 | Boomerang                                               |
| Australia       | 28 dicembre 2015 | Boomerang                                               |
| Nuova Zelanda   | 28 dicembre 2015 | Boomerang                                               |
| Portogallo      | 4 gennaio 2016   | Cartoon Network, RTP2, Boomerang                        |
| Spagna          | 3 marzo 2018     | Boing                                                   |

## Doppiaggio

### Personaggi principali
| Personaggio   | Doppiatore originale | Doppiatore italiano |
| ------------- | -------------------- | ------------------- |
| Scooby Doo    | Frank Welker         | Nanni Baldini       |
| Fred Jones    | Frank Welker         | Francesco Bulckaen  |
| Shaggy Rogers | Matthew Lillard      | Oreste Baldini      |
| Daphne Blake  | Grey DeLisle         | Domitilla D'Amico   |
| Velma Dinkley | Kate Micucci         | Rachele Paolelli    |

### Altri personaggi
| Personaggio                         | Doppiatore originale  | Doppiatore italiano   |
| ----------------------------------- | --------------------- | --------------------- |
| Fantasma di Elias Kingston(ep. 1.1) | Frank Welker          | Daniele Valenti       |
| Mitchell Simons(ep. 1.1)            | Chord Overstreet      | Marco Bassetti        |
| Joe Simons(ep. 1.1)                 | Tom Kenny             | Sergio Lucchetti      |
| Rettore Longfellow(ep. 1.1)         | Tom Kenny             | Vladimiro Conti       |
| Andrew(ep. 1.1)                     | Chord Overstreet      | Dimitri Winter        |
| Russell(ep. 1.1)                    | Tom Kenny             | Edoardo Nordio        |
| Pipi Wuthering(ep. 1.2)             | Mindy Sterling        | Cristina Piras        |
| Bradwick Haverall(ep. 1.2)          | David Kaye            | Edoardo Nordio        |
| Merry Jim(ep. 1.2)                  | J.B. Blanc            | Dimitri Winter        |
| Chuck Mangum(ep. 1.3)               | John Viener           | Paolo De Santis       |
| Rick(ep. 1.3)                       | John Viener           | Massimiliano Plinio   |
| Ranger(ep. 1.3)                     | Frank Welker          | Sergio Lucchetti      |
| Daniel Valentino(ep. 1.4)           | Jim Cummings          | Stefano Billi         |
| Carli(ep. 1.4)                      | Grey DeLisle          | Lidia Perrone         |
| Mr. Sullivan(ep. 1.4)               | Jim Cummings          | Massimiliano Plinio   |
| Charlene Tandywine(ep. 1.4)         | Susanne Blakeslee     | Deborah Ciccorelli    |
| Colson McCready(ep. 1.5)            | James Patrick Stewart | Alberto Bognanni      |
| Dr.ssa Lang(ep. 1.5)                | Gwendoline Yeo        | Deborah Ciccorelli    |
| Frida(ep. 1.5)                      | Kari Wahlgren         | Lidia Perrone         |
| Darren(ep. 1.5)                     | Josh Keaton           | Dimitri Winter        |
| Scott McDoon(ep. 1.6)               | Diedrich Bader        | Alberto Bognanni      |
| Wendy Palloy(ep. 1.6)               | April Stewart         | Giovanna Martinuzzi   |
| Thorn(ep. 1.6)                      | Matthew Lillard       | Marco Bassetti        |
| Dahlia(ep. 1.6)                     | Kate Micucci          | Lidia Perrone         |
| Chef(ep. 1.6)                       | Diedrich Bader        | Dimitri Winter        |
| Jasper Crawl(ep. 1.7)               | Roger Craig Smith     | Pierluigi Astore      |
| Tony(ep. 1.7)                       | Khary Payton          | Marco Bassetti        |
| Stan(ep. 1.8)                       | Khary Payton          | Marco Bassetti        |
| Wayne Bowman(ep. 1.8)               | Billy Gardell         | Sergio Lucchetti      |
| Ravi(ep. 1.8)                       | John DiMaggio         | Daniele Valenti       |
| Prigioniero 1(ep. 1.8)              | Billy Gardell         | Stefano Billi         |
| Prigioniero 2(ep. 1.8)              | John DiMaggio         | Achille D'Aniello     |
| Jeff(ep. 1.9)                       | Kiff Scholl           | Guido Di Naccio       |
| Prof.ssa Salasar(ep. 1.9)           | Loraine Newman        | Deborah Ciccorelli    |
| Duncan(ep. 1.9)                     | Dee Bradley Baker     | Alex Polidori         |
| Matt(ep. 1.9)                       | Kiff Scholl           | Edoardo Nordio        |
| Chazz Larkin(ep. 1.10)              | Michael-Leon Wooley   | Alberto Angrisano     |
| Jeff Howard(ep. 1.10)               | Fred Tatasciore       | Pierluigi Astore      |
| Cuoco(ep. 1.10)                     | Bryce Papenbrook      | Emanuele Ruzza        |
| Cliente(ep. 1.10)                   | Michael-Leon Wooley   | Riccardo Scarafoni    |
| Colonnello Peterson(ep. 1.11)       | Dee Bradley Baker     | Vladimiro Conti       |
| Generale Stall(ep. 1.11)            | Mark Hamill           | Pierluigi Astore      |
| Tyson(ep. 1.11)                     | Ogie Banks            | Emanuele Ruzza        |
| Dustin Wallswreeth(ep. 1.12)        | Chris Parnell         | Edoardo Nordio        |
| Jack Loudner(ep. 1.12)              | Frank Welker          | Toni Orlandi          |
| Dave Mann(ep. 1.13)                 | Rob Paulsen           | Massimiliano Plinio   |
| Elton Ploy(ep. 1.13)                | Ben Diskin            | Alberto Bognanni      |
| Big Earl(ep. 1.14)                  | Jeff Bennett          | Pierluigi Astore      |
| Capitano Anderson(ep. 1.14)         | Phil Morris           | Alberto Bognanni      |
| Joe(ep. 1.14)                       | ?                     | Dimitri Winter        |
| Trudy Lutz(ep. 1.15)                | Grey DeLisle          | Benedetta Ponticelli  |
| Sammy Samson(ep. 1.16)              | Tom Kenny             | Sergio Lucchetti      |
| Milton(ep. 1.16)                    | Fred Tatasciore       | Pierluigi Astore      |
| Piero(ep. 1.16)                     | Tom Kenny             | Stefano Billi         |
| Bayou Pierre(ep. 1.17)              | Jim Cummings          | Stefano Alessandroni  |
| Dwayne(ep. 1.17)                    | Jim Cummings          | Guido Di Naccio       |
| Duncan Odell(ep. 1.18)              | David Kaye            | Guido Di Naccio       |
| Dr. Kenneth Mason(ep. 1.18)         | Will Friedle          | Stefano Billi         |
| Heidi Oh Swift(ep. 1.18)            | Kari Wahlgren         | Barbara Villa         |
| Dr. Mezmit(ep. 1.19)                | Jeff Bennett          | Vladimiro Conti       |
| Sindaco Riker(ep. 1.19)             | Christian Lanz        | Edoardo Nordio        |
| Alistair Leventhal(ep. 1.19)        | Jeff Bennett          | Pierluigi Astore      |
| Aiden(ep. 1.19)                     | Todd Haberkorn        | Dimitri Winter        |
| Colin McQuaid(ep. 1.20)             | Nolan North           | Alberto Bognanni      |
| Salomon(ep. 1.20)                   | Fred Tatasciore       | Pierluigi Astore      |
| Spaventapasseri(ep. 1.21)           | Fred Tatasciore       | Pierluigi Astore      |
| Beth(ep. 1.21)                      | Erica Lindbeck        | Francesca Manicone    |
| Kimmy(ep. 1.22)                     | Julie Nathanson       | Joy Saltarelli        |
| Nate(ep. 1.22)                      | Josh Keaton           | Alberto Bognanni      |
| Sindaco Rogers(ep. 1.23)            | Grey DeLisle          | Deborah Ciccorelli    |
| Mort(ep. 1.23)                      | James Arnold Taylor   | Sergio Lucchetti      |
| Ragazza(ep. 1.23)                   | Grey DeLisle          | Benedetta Ponticelli  |
| Ragazzo(ep. 1.23)                   | James Arnold Taylor   | Stefano Billi         |
| Lars Harmon(ep. 1.24)               | Danny Jacobs          | Sergio Lucchetti      |
| Clarabella(ep. 1.24)                | Grey DeLisle          | Deborah Ciccorelli    |
| Oopsy(ep. 1.24)                     | Tom Kenny             | Stefano Billi         |
| Zack(ep. 1.24)                      | Phil LaMarr           | Emanuele Ruzza        |
| Ranger Mark(ep. 1.25)               | Fred Tatasciore       | Pierluigi Astore      |
| Donald(ep. 1.25)                    | Rob Paulsen           | Stefano Billi         |
| Archeologo(ep. 1.25)                | Dee Bradley Baker     | Emanuele Ruzza        |
| Madre(ep. 1.25)                     | Kari Wahlgren         | Lidia Perrone         |
| Figlia(ep. 1.25)                    | Kari Wahlgren         | Barbara Villa         |
| Dayton Knight(ep. 1.26)             | Nolan North           | Edoardo Nordio        |
| Bellington(ep. 2.1)                 | Robin Atkin Downes    | Massimiliano Plinio   |
| Dr. Dunsbury(ep. 2.2)               | Phil Morris           | Edoardo Nordio        |
| Miguel(ep. 2.2)                     | Christian Lanz        | Marco Bassetti        |
| Signora Tuckle(ep. 2.2)             | Candi Milo            | Cristina Piras        |
| Re Avery(ep. 2.3)                   | John DiMaggio         | Stefano Alessandroni  |
| Harvey(ep. 2.3)                     | John DiMaggio         | Pierluigi Astore      |
| Francis(ep. 2.3)                    | Robin Atkin Downes    | Vladimiro Conti       |
| Giullare(ep. 2.3)                   | Troy Baker            | Massimiliano Plinio   |
| Uomo papera(ep. 2.4)                | Dee Bradley Baker     | Stefano Billi         |
| Morly(ep. 2.4)                      | Jeff Bennett          | Alberto Bognanni      |
| Sceriffo Boon(ep. 2.4)              | Billy West            | Emanuele Ruzza        |
| Henry(ep. 2.5)                      | Max Mittelman         | Marco Bassetti        |
| Estelle Brady(ep. 2.5)              | Kimberly Brooks       | Lidia Perrone         |
| Conduttore(ep. 2.6)                 | Gary Anthony Williams | Edorado Nordio        |
| Dr. Messmer(ep. 2.6)                | Jonny Rees            | Vladimiro Conti       |
| Martha(ep. 2.7)                     | April Stewart         | Giovanna Martinuzzi   |
| Mr. Clune(ep. 2.7)                  | Roger Craig Smith     | Sergio Lucchetti      |
| Aki(ep. 2.8)                        | Janice Kawaye         | Giulia Franceschetti  |
| Chef(ep. 2.8)                       | Andrew Kishino        | Stefano Billi         |
| Hiroshi(ep. 2.8)                    | Yuri Lowenthal        | Alberto Bognanni      |
| Bill Thord(ep. 2.9)                 | Josh Keaton           | Edoardo Nordio        |
| Perry Putnam(ep. 2.9)               | Josh Keaton           | Pierluigi Astore      |
| Amelia(ep. 2.16)                    | Jessica DiCicco       | Selvaggia Quattrini   |
| Jenny Vex(ep. 2.17)                 | Grey DeLisle          | Monica Vulcano        |
| Sra. Anja(ep. 2.19)                 | Grey DeLisle          | Michela Alborghetti   |
| Nonna Rogers(ep. 2.20)              | Grey DeLisle          | Graziella Polesinanti |
| Maude(ep. 2.20)                     | Frank Welker          | Stefania Romagnoli    |
| Bonnie(ep. 2.20)                    | April Stewart         | Cristina Piras        |
| Axel(ep. 2.21)                      | Khary Payton          | Andrea Lavagnino      |
| Sindaco Stoughton(ep. 2.23)         | Lewis Black           | Enrico Di Troia       |
| Signora Baker(ep. 2.23)             | Grey Greffin          | Cristina Piras        |
| Rose(ep. 2.25-26)                   | Grey DeLisle          | Valeria Vidali        |